# Sonisphere Festival
Le Sonisphere Festival est un festival itinérant de rock et de metal organisé annuellement de juin à août à travers l'Europe, entre 2009 et 2016. Le festival est organisé par Kilimanjaro Live avec le soutien financier de AEG. Il a fait jouer nombre de groupes de Heavy Metal connus comme Iron Maiden, Motörhead, Metallica, et Slayer. C'est le premier festival qui réunit le Big Four of Thrash sur une même scène.

## Histoire
L'idée du Sonisphere est d'abord créée par Stuart Galbraith qui travaillait pour Live Nation, la société organisatrice du Download Festival. L'idée était de créer une série d'événements qui se répandraient plus loin que les frontières du Royaume-Uni. Le projet n'a pu débuter que lorsque Galbraith quitte Live Nation pour la société Kilimanjaro Live.
Galbraith gagne aussi le soutien du groupe américain  de thrash metal Metallica qui sera en tête d'affiche du festival pour les 3 premières années. Le premier festival se déroule l'été 2009 avec 6 déclinaisons nationales, et continua en 2010 avec 11 déclinaisons.
Les plans de Galbraith pour les futurs festivals consistent à augmenter le nombre de festivals, étendant l'événement dans toute l'Europe et en allongeant la déclinaison anglaise en un festival de 3 jours et en augmentant sa capacité d'accueil de 40 000 à 60 000 personnes.

## Programmations

### 2009
L'édition 2009 du Sonisphere Festival se déroule en six festivals de un jour à travers l'Europe sauf l'édition anglaise qui dure deux jours. Chaque festival a les mêmes groupes pour tête d'affiche et en plus d'autres groupes (le plus souvent originaires du pays concerné). L'édition 2009 se déroule à Nimègue (Pays-Bas), Hockenheim (Allemagne), Barcelone (Espagne), Hultsfred (Suède), Pori (Finlande) et Knebworth (Royaume-Uni). Metallica fut la tête d'affiche pour chaque édition du festival de 2009.
| Pays-Bas                                                                | Allemagne                                                                                          | Espagne | Suède | Finlande |
| ----------------------------------------------------------------------- | -------------------------------------------------------------------------------------------------- | --- | --- | --- |
| - Metallica - Slipknot - Korn - Down - Lamb of God - Kamelot - Pendulum | - Metallica - Die Toten Hosen - The Prodigy - Anthrax - In Extremo - Down - Lamb of God - Mastodon | - Metallica - Slipknot - Lamb of God - Mastodon - Down - Machine Head - Gojira - Soziedad Alkohólika - The Eyes | Metallica - Adept - Cradle of Filth - Dead by April - Primal Scream - Lamb of God - Mastodon - Meshuggah - Machine Head - The (International) Noise Conspiracy - The Cult - The Hives | - Metallica - Linkin Park - Machine Head - Turisas - Saxon - Lamb of God - Mastodon - Diablo - Nicole - Los Bastardos Finlandeses |

| Scène Apollo                                                                           | |
| Samedi                                                                                 | Dimanche                                                                                             |
| - Linkin Park - Heaven and Hell - FACT - Anthrax - Taking Back Sunday - Alien Ant Farm | - Metallica - Nine Inch Nails - Limp Bizkit - Machine Head - Lamb of God - Killing Joke - Buckcherry |

| Scène Saturn                                                         |                                                                                 |
| Samedi                                                               | Dimanche                                                                        |
| Bullet for My Valentine Airbourne The Used Björn Again Skindred Soil | Avenged Sevenfold - Alice in Chains - Feeder - Mastodon - Saxon - Paradise Lost |

### 2010
L'édition 2010 se voit attribuer pour tête d'affiche le Big Four of Thrash (constitué des groupes Metallica, Megadeth, Anthrax et Slayer) pour la première fois au monde en un seul festival. Ils jouent sur la même scène pour la première fois lors de l'édition de Pologne. Ils jouent également  tous ensemble sur la même scène lors de l'édition de Bulgarie pour jouer la chanson Am I Evil? de Diamond Head.
La nuit de l'édition de Finlande, l'une des scènes est rendue inutilisable et dangereuse par une forte tempête, deux personnes sont grièvement blessées, et il y a un mort. Iggy and the Stooges ne joue que quatre chansons acoustiques à cause des dommages qu'a subis l'électronique. Les concerts de Heaven and Hell qui étaient censés apparaître à de nombreuses éditions furent annulés à cause des problèmes de santé de Ronnie James Dio. Il décède finalement le 16 mai 2010.
L'édition 2010 s'est déroulée à Varsovie (Pologne), Jonschwil (Suisse), Milovice (République tchèque), Sofia (Bulgarie), Athènes (Grèce), Bucarest (Roumanie), Istanbul (Turquie), Getafe (Espagne), Stockholm (Suède), Pori (Finlande) et Knebworth (Royaume-Uni).
| Pologne                                                                  | Suisse | République tchèque | Grèce | Turquie |
| ------------------------------------------------------------------------ | --- | --- | --- | --- |
| Big Four of Thrash: - Metallica - Megadeth - Slayer - Anthrax - Behemoth | Big Four of Thrash: - Metallica - Megadeth - Slayer - Anthrax - Rise Against - Motörhead - Stone Sour - Alice in Chains - Bullet for My Valentine - As I Lay Dying - Atreyu - Hellyeah - DevilDriver - Smoke Blow - Dear Superstar - 3 Inches of Blood - Amon Amarth - Volbeat | Big Four of Thrash: - Metallica - Megadeth - Slayer - Anthrax - Rise Against - Stone Sour - Alice in Chains - Therapy? - Fear Factory - Volbeat - DevilDriver - Debustrol - Panic Cell - Shogun Tokugawa | Big Four of Thrash: - Metallica - Megadeth - Slayer - Anthrax - Stone Sour - Bullet for My Valentine - Suicidal Angels | Big Four of Thrash: - 'Metallica - Megadeth - Slayer - Anthrax - Rammstein - Accept - Manowar - Alice in Chains - Stone Sour - Volbeat - Hayko Cepkin - Pentagram - Foma - Blacktooth - Gren - Ete Kurttekin |

|                                                                                |                                                            |
| 22 juin 2010                                                                   | 23 juin 2010                                               |
| Big Four of Thrash: - 'Metallica - Megadeth - Slayer - Anthrax - Bastardolomey | Rammstein - Manowar - Alice in Chains - Stone Sour - Skre4 |

|                                                              |                                                                               |                                                                    |
| Vendredi                                                     | Samedi                                                                        | Dimanche                                                           |
| - Manowar - Volbeat - Accept - Paradise Lost - Orphaned Land | Big Four of Thrash : - Metallica - Megadeth - Slayer' - Anthrax - Vita de Vie | - Rammstein - Alice in Chains - Stone Sour - Anathema - Luna Amara |

| | | |  |
| Espagne | Suède | Finlande |  |
| - Rammstein - Megadeth - Slayer - Anthrax - Faith No More - Alice in Chains - Bullet for My Valentine - Coheed and Cambria - Saxon - Suicidal Tendencies - Soulfly - Meshuggah - Deftones - Hamlet - Headcharger - Volbeat | - Iron Maiden - Mötley Crüe - Alice Cooper - Iggy and the Stooges - Slayer - Anthrax - HammerFall - Imperial State Electric - Warrior Soul | Iron Maiden HIM - Alice Cooper - Slayer - Anthrax - The Cult - Iggy and the Stooges - Serj Tankian - Alice in Chains - Volbeat - Apocalyptica |  |

| Scène Apollo                                                                                    |                                                                                        |
| Samedi                                                                                          | Dimanche                                                                               |
| - Rammstein - Placebo - Good Charlotte - Papa Roach - Anthrax - Lacuna Coil - Family Force Five | Iron Maiden - Pendulum - Alice in Chains - Slayer - Skindred - Madina Lake - Karnivool |

| Scène Saturn                                             |                                                                                 |                                                                                              |
| Vendredi                                                 | Samedi                                                                          | Dimanche                                                                                     |
| - Alice Cooper - Gary Numan - Europe - Turisas< - Delain | - Mötley Crüe - Skunk Anansie - Apocalyptica - Fear Factory - Soulfly - Sabaton | Iggy and the Stooges - The Cult - Bring Me the Horizon - Dir En Grey - The Fab Beatles - CKY |

### 2011
En 2011, le Sonisphere ouvre ses portes pour la première fois en Italie et notamment en France, ou sont accueillis 75 000 spectateurs sur les deux jours. L'édition 2011 se déroule à Varsovie (Pologne), Holešovice (République tchèque), Athènes (Grèce), Istanbul (Turquie), Bâle (Suisse), Imola (Italie), Helsinki (Finlande), Knebworth (Royaume-Uni), Amnéville (France), Stockholm (Suède) et Getafe (Espagne).
| Pologne | République tchèque | Grèce | Turquie                                                        | Finlande |
| --- | --- | --- | -------------------------------------------------------------- | --- |
| - Iron Maiden - Motörhead - Mastodon - Volbeat - Killing Joke - Devin Townsend Project - Hunter - Corruption - Made of Hate | - Iron Maiden - Korn - In Flames - Mastodon - Kreator - Misfits - Cavalera Conspiracy - Duff McKagan's Loaded - Debustrol | - Iron Maiden - Mastodon - Slipknot - Rotting Christ - Moonspell - Gojira - Nightfall - Virus - Need - Total Riot | - Iron Maiden - In Flames - Alice Cooper - Mastodon - Slipknot | Slipknot - In Flames - Mastodon - Opeth - Sonata Arctica - HammerFall - Stamina - Battle Beast - Sylosis - Poisonblack - Revoker - Norther |

|                                                                                               | |
| 23 juin 2011                                                                                  | 24 juin 2011 |
| - Judas Priest - Buckcherry - Duff McKagan's Loaded - Shakra - The Damned Things - Whitesnake | - Iron Maiden - Slipknot - In Flames - Limp Bizkit - Alice Cooper - Mastodon - In Extremo - Mr. Big - Papa Roach - Hatebreed - Kreator - Alter Bridge - HammerFall - Cavalera Conspiracy - Gojira - Bring Me the Horizon - Escape the Fate - Times of Grace - Gwar - Turisas - Sick Puppies - Cataract - Rise to Remain |

| | |
| 25 juin 2011 | 26 juin 2011 |
| - Iron Maiden - Papa Roach - Motörhead - Rob Zombie - Mastodon - Apocalyptica - Bring Me the Horizon - Escape the Fate - Architects - Rise to Remain | - Linkin Park - My Chemical Romance - Sum 41 - Alter Bridge - The Cult - Guano Apes - Kyuss Lives! - Funeral for a Friend - The Dwarves - The Damned Things - Kids in Glasshouse - Rival Sons |

| Apollo Stage                                                                   | |                                                                           |
| Vendredi                                                                       | Samedi                                                                                             | Dimanche                                                                  |
| - Big Four of Thrash: - Metallica - Megadeth - Slayer - Anthrax - Diamond Head | - Biffy Clyro - Weezer - You Me at Six - Bad Religion - Cavalera Conspiracy - Architects - Sylosis | - Slipknot - Limp Bizkit - Motörhead - Parkway Drive - Mastodon - Volbeat |

| Saturn Stage |                                                                          |
| Samedi | Dimanche                                                                 |
| The Mars Volta - All Time Low - Sum 41 - Kids in Glass Houses - Gallows - Richard Cheese and Lounge Against the Machine | Bill Bailey - Opeth - Airbourne - In Flames - House of Pain - Black Tide |

| | |
| Vendredi | Samedi |
| - Slipknot - Airbourne - Dream Theater - Mastodon - Gojira - Bring Me the Horizon - Bukowski - Rise to Remain - Symfonia - Evergrey | Big Four of Thrash: - Metallica - Megadeth - Slayer - Anthrax - Diamond Head - Papa Roach - Volbeat - Mass Hysteria - Tarja - Loudblast |

|                                                                                                  | |
| Vendredi                                                                                         | Samedi |
| - Slash - The Darkness - Arch Enemy - Sôber - Gojira - Valient Thorr - Angelus Apatrida - Bullet | - Iron Maiden - Dream Theater - Mastodon - Apocalyptica - HammerFall - Twisted Sister - Lucuna Coil - Uriah Heep |

| Suède |
| --- |
| Slipknot - In Flames - Mastodon - Airbourne - Mustasch - Arch Enemy - Dead by April - Kvelertak - Graveyard - Seventribe |

### 2012
Le 29 mars, les organisateurs annoncent l'annulation du Sonisphere de Knebworth, en Angleterre, officiellement en raison de difficultés trop importantes pour organiser la manifestation dans de bonnes conditions. Il semble cependant que les ventes de billets n'étaient pas suffisantes,. Cette manifestation devait accueillir entre autres Kiss, Faith No More et Queen. L'impact de cette annulation sur l'édition française est le changement du site du festival vers le Galaxie d'Amnéville à la place du Snowhall Park, soit une capacité de 11 à 12 000 personnes par jour…
Le 24 mai, le groupe Ghost, devant se produire le dimanche 8, annule sa participation. Il est remplacé par Baroness.
Le 6 juillet, veille du festival, l'organisateur annonce l'annulation du concert d'Evanescence à la suite du décès d'un membre de la famille d'Amy. À cela s'ajoute pour cause d’intempéries et de fortes rafales de vent l'annulation le 8 juillet de plusieurs groupes devant se produire sur la scène Saturn en outdoor (en extérieur) pour des raisons évidentes de sécurité. C'est ainsi que Bloody Mary, Baroness, Lostprophets et Raz Rockette sont annulés.
| 10/05                                                                                           |
| ----------------------------------------------------------------------------------------------- |
| - Metallica - Machine Head - Black Label Society - Gojira - Acid Drinkers - Hunter - Luxtorpeda |

| 30/05                                                            |
| ---------------------------------------------------------------- |
| - Metallica - Slayer - Motörhead - Mastodon - Gojira - Eluveitie |

| 04/06                                                  |
| ------------------------------------------------------ |
| - Metallica - Machine Head - Amorphis - Gojira - Ghost |

| 25/05 | 26/05 |
| --- | --- |
| - Soundgarden - Limp Bizkit - The Offspring - Machine Head - Kyuss Lives! - Paradise Lost - Orange Goblin - Rise to Remain - Kobra and the Lotus - Skindred - Six Hour Sundown | - Metallica - Slayer - Evanescence - Mastodon - Within Temptation - Fear Factory - Children of Bodom - Gojira - Clutch - Enter Shikari - Ghost - Vita Imana - Sister |

| 07/07 | 08/07                                                                            |
| --- | -------------------------------------------------------------------------------- |
| - Faith No More - Machine Head - Marilyn Manson - Meshuggah - Black Stone Cherry - Combichrist - I Killed the Prom Queen - The Kieff's - Incry - Pachuco Cadaver - Lodz | - Wolfmother - Soulfly - The Darkness - Lacuna Coil - Armored Saint - Porn Queen |

### 2013
Alors qu'en 2012, l'organisateur avait tardé à annoncer les dates et les groupes participant, pour cette édition 2013, les premières annonces officielles ont lieu dès le 12 novembre. L'édition 2013 française se déroulera ainsi du 8 au 9 juin au Snowhall Park d'Amnéville et accueillera Iron Maiden en tête d'affiche.
Dès fin novembre, la majorité de l'affiche était déjà connue. Le 12 février, l'affiche se complète avec Megadeth et Voodoo Six. On note également qu'il n'est plus fait mention de la participation de Marillion et de Trust, la direction du festival précisant pour ce dernier, que c'est « Trust qui a annulé sa venue au Sonisphere (et non l’inverse) pour des raisons internes au groupe ». Le 13 février, le groupe publie un communiqué expliquant que « les deux leaders du groupe n'ayant pas trouvé d’accords juridiques et financiers qui leur permettraient de retravailler ensemble ».
Le 30 janvier, les éditions espagnoles sont marquées par l'annulation de la participation de Danzig. Le 22 février, deux nouveaux groupes s'ajoutent à l'affiche d'Amnéville, avec le groupe suédois In Flames et Crucified Barbara qui joueront le samedi.
| 31/05 Madrid                                                                               | 01/06 Barcelone                                                                            |
| ------------------------------------------------------------------------------------------ | ------------------------------------------------------------------------------------------ |
| Iron Maiden Megadeth Anthrax Avantasia Ghost Tierra Santa October File Red Fang Voodoo Six | Iron Maiden Megadeth Anthrax Avantasia Ghost Tierra Santa October File Red Fang Voodoo Six |

| Amnéville | |
| --- | --- |
| \| 08/06 \| 09/06 \| \| -------------------------------------------------------------------------------------------------------------------------------------------- \| ------------------------------------------------------------------------------------------------------------------ \| \| Limp Bizkit Korn Slayer In Flames Motörhead Amon Amarth Bring Me the Horizon Sabaton Behemoth Karnivool Crucified Barbara Dagoba Headcharger \| Iron Maiden Airbourne Megadeth Epica Children of Bodom Stone Sour DragonForce Mastodon Ghost Hacktivist Voodoo Six \| | |
| 08/06 | 09/06 |
| Limp Bizkit Korn Slayer In Flames Motörhead Amon Amarth Bring Me the Horizon Sabaton Behemoth Karnivool Crucified Barbara Dagoba Headcharger | Iron Maiden Airbourne Megadeth Epica Children of Bodom Stone Sour DragonForce Mastodon Ghost Hacktivist Voodoo Six |

| 08/06 | 09/06 |
| --- | --- |
| Limp Bizkit Korn Slayer In Flames Motörhead Amon Amarth Bring Me the Horizon Sabaton Behemoth Karnivool Crucified Barbara Dagoba Headcharger | Iron Maiden Airbourne Megadeth Epica Children of Bodom Stone Sour DragonForce Mastodon Ghost Hacktivist Voodoo Six |

| 08/06 Milan                                               |
| --------------------------------------------------------- |
| Iron Maiden Megadeth Mastodon Ghost Voodoo Six Amphitrium |

### 2014
| Pays        | Localité  | Lieu               | Date        | Têtes d'affiche                                  |
| ----------- | --------- | ------------------ | ----------- | ------------------------------------------------ |
| Allemagne   | Hambourg  | Volksparkstadion   | 4 juin      | Metallica, Slayer, Mastodon, Ghost               |
| Suisse      | Bâle      | Parc Saint-Jacques | 4 juillet   | Metallica, Alice in Chains, Airbourne, Kvelertak |
| Royaume-Uni | Knebworth | Knebworth House    | 4–6 juillet | Metallica, Iron Maiden, The Prodigy              |

### 2015
| Pays   | Localité | Lieu           | Date   | Têtes d'affiche                                        |
| ------ | -------- | -------------- | ------ | ------------------------------------------------------ |
| Suisse | Bienne   | Strandbad Biel | 6 juin | Muse, Incubus, The Hives, Black Veil Brides, Bonaparte |

### 2016
La Suisse organise le Sonisphere les 3 et 4 juin 2016, à l'Allmend, Lucerne,.
| Pays   | Localité | Lieu    | Date            | Têtes d'affiche                                                                   |
| ------ | -------- | ------- | --------------- | --------------------------------------------------------------------------------- |
| Suisse | Lucerne  | Allmend | Freitag, 3 juin | Iron Maiden, Sabaton, Tremonti, Gojira, The Raven Age, The Wild Lies.             |
| Suisse | Lucerne  | Allmend | Samstag, 4 juin | Rammstein, Slayer, Apocalyptica, Anthrax, Powerwolf, The Shrine, Shakra, tuXedoo. |